# 恩厄爾霍爾姆足球會

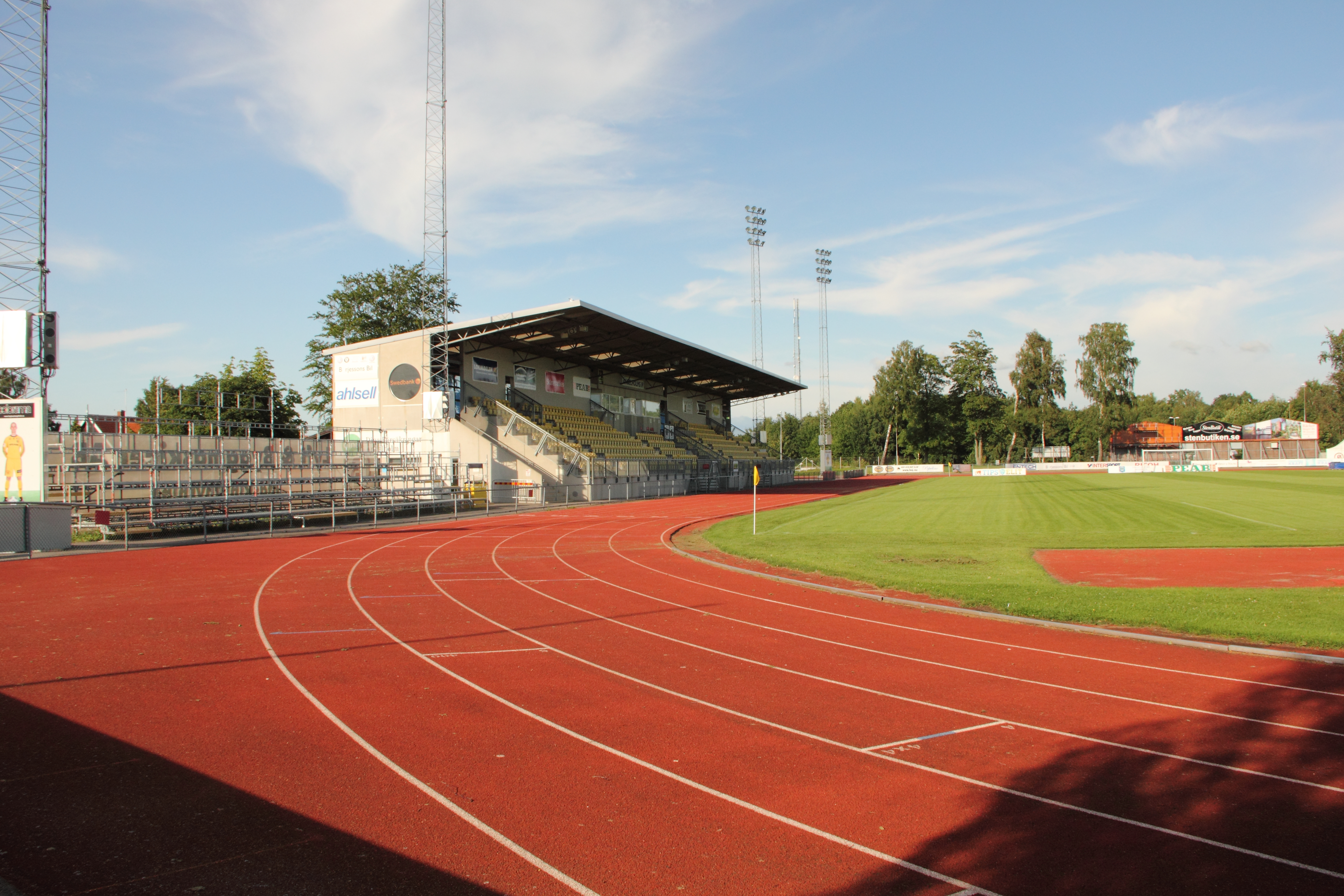
安祖荷姆斯球場

恩厄爾霍爾姆足球會（Ängelholms FF）是一支位於瑞典恩厄爾霍爾姆的足球會，球會屬斯科訥省足球總會的成員，主場球場為恩厄爾霍爾姆體育場。球會於1976年成立，由恩厄爾霍爾姆體育會及雪平體育會（Skörpinge GIF）合併而成，現時球會於瑞典第三級聯賽（瑞甲）作賽。

## 榮譽

### 聯賽
- 南部甲組：
  - 亞軍（1）： 2007

## 外部連結
- 官方网站